# Appel
Appel település Németországban, azon belül Alsó-Szászország tartományban. Lakosainak száma 2087 fő (2023. december 31.). Appel Moisburg, Hollenstedt, Wenzendorf és Neu Wulmstorf községekkel határos.

## Népesség
A település népességének változása:
| Lakosok száma | 1855 | 1962 | 1970 | 1963 | 2015 | 2062 | 2087 |
|               | 2014 | 2016 | 2017 | 2019 | 2021 | 2022 | 2023 |